# 세미마루 (가인)

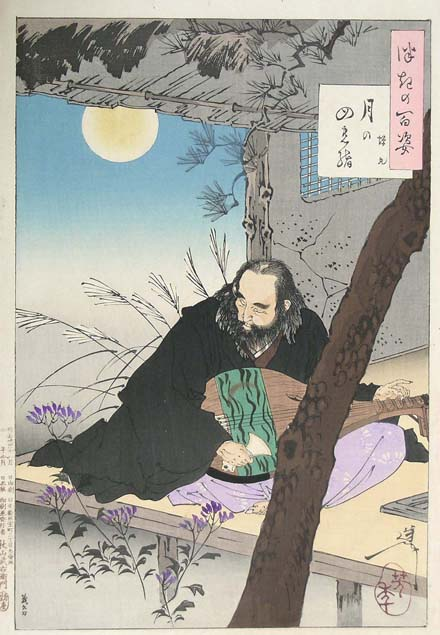
세미마루

세미마루(일본어: 蝉丸, 생몰년 미상)는 헤이안 시대 전기의 와카 작가, 음악가이다.
우다 천황의 황자 아쓰자네 친왕의 가신이라는 설, 고코 천황의 서자라는 설이 분분하다.

## 와카
```
これやこの行くも帰るも別れては知るも知らぬもあふ坂の関
여기가 바로 오고 가는 사람들 헤어졌다가 아는 이 모르는 이 다시 만나는 관문
```